# Debi Thomas
Debra Janine "Debi" Thomas (Poughkeepsie, Nova Iorque, 25 de março de 1967) é uma ex-patinadora artística estadunidense. Ela conquistou uma medalha de bronze olímpica em 1988, e conquistou três medalhas em campeonatos mundiais, sendo uma de ouro, uma de prata e uma de bronze.

## Principais resultados
| Resultados                                            | Resultados    | Resultados    | Resultados       | Resultados      | Resultados       | Resultados        |
| Internacional                                         | Internacional | Internacional | Internacional    | Internacional   | Internacional    | Internacional     |
| Evento/Temporada                                      | 1982– 1983    | 1983– 1984    | 1984– 1985       | 1985– 1986      | 1986– 1987       | 1987– 1988        |
| ----------------------------------------------------- | ------------- | ------------- | ---------------- | --------------- | ---------------- | ----------------- |
| Jogos Olímpicos                                       |               |               |                  |                 |                  | Medalha de bronze |
| Campeonato Mundial                                    |               |               | 5.ª              | Medalha de ouro | Medalha de prata | Medalha de bronze |
| Nebelhorn Trophy                                      |               |               | Medalha de ouro  |                 |                  |                   |
| NHK Trophy                                            |               |               | Medalha de prata |                 |                  |                   |
| Skate America                                         |               |               |                  | Medalha de ouro |                  |                   |
| Skate Canada International                            |               |               |                  |                 |                  | Medalha de ouro   |
| Nacional                                              |               |               |                  |                 |                  |                   |
| Campeonato dos Estados Unidos                         | 13.ª          | 6.ª           | Medalha de prata | Medalha de ouro | Medalha de prata | Medalha de ouro   |
|                                                       |               |               |                  |                 |                  |                   |
| Legenda: Competição não foi disputada nesta temporada |               |               |                  |                 |                  |                   |